# 大村賴景祿公祠
大村賴景祿公祠, 為台灣彰化縣大村鄉賴氏景祿公派後代子孫祭祀祖先的祠堂，目前的建築為彰化縣縣定古蹟。

## 歷史
福建省漳州府平和縣心田賴氏開基祖賴卜隆（元末明初)生有四子， 賴景春、賴景祿、賴景文、賴景賢，清康熙末年後代子孫渡海至台灣各地開墾並分設立祠堂，入墾燕霧下堡所設立的祠堂有賴景春公祠（垂裕堂）、賴景祿公祠（光裕堂）等等。